# Plantation (Broward County, Florida)
Plantation is een plaats (city) in de Amerikaanse staat Florida, en valt bestuurlijk gezien onder Broward County.

## Demografie
Bij de volkstelling in 2000 werd het aantal inwoners vastgesteld op 82.934.
In 2006 is het aantal inwoners door het United States Census Bureau geschat op 85.938, een stijging van 3004 (3.6%).

## Geografie
Volgens het United States Census Bureau beslaat de plaats een oppervlakte van
56,8 km², waarvan 56,3 km² land en 0,5 km² water.

## Geboren in Plantation
- Sloane Stephens (1993), tennisspeelster
- XXXTentacion (1998-2018), rapper

## Plaatsen in de nabije omgeving
De onderstaande figuur toont nabijgelegen plaatsen in een straal van 8 km rond Plantation.